# Stadion Palessie w Łunińcu
Stadion Palessie – wielofunkcyjny stadion w Łunińcu, na Białorusi. Obiekt może pomieścić 3090 widzów. Swoje spotkania rozgrywają na nim piłkarze klubu Hranit Mikaszewicze.